# 黄国柱
黄国柱（1952年11月—），笔名皇甫，江苏响水人，中国人民解放军少将、作家。曾任《解放军报》社总编辑、社长，第十一届全国政协委员。

## 生平
1969年入伍，1975年3月加入中国共产党，1982年毕业于吉林大学汉语言文学系。历任某步兵团战士、文书，沈阳军区文化部干事、宣传部干事，《解放军报》社文化处编辑、政工科科长、政治部编辑、发行部主任，新华社解放军分社社长等职务。1975年开始发表文学作品，1988年加入中国作家协会。2006年5月任解放军电视宣传中心（中央电视台军事节目中心）主任兼总编辑（副军职），同年7月晋升少将军衔。2008年，当选第十一届全国政协委员，代表新闻出版界，分入第四十四组。2009年担任《解放军报》总编辑，2012年4月任《解放军报》社社长。2013年到龄退役。

## 著作
- 评论集《苍凉的历史》（获中国当代文学研究第三届优秀成果表彰奖）、《困惑与选择》、《北国的辉煌》、《圣土并不遥远》（获解放军第三届文艺奖）、《寂寥长天唱大风》（获解放军文艺奖）[1][7]
- 散文报告文学集《苦海的帆》[1]